# SN 1999I
SN 1999I – supernowa odkryta 15 stycznia 1999 roku w galaktyce A104958-0614. W momencie odkrycia miała maksymalną jasność 21,50m.